# Crematogaster transvaalensis
Crematogaster transvaalensis är en myrart som beskrevs av Auguste-Henri Forel 1894. Crematogaster transvaalensis ingår i släktet Crematogaster och familjen myror.

## Underarter
Arten delas in i följande underarter:
- C. t. hammi
- C. t. transvaalensis